# Japan Football League 1998
Estadísticas de la temporada 1998 de la Japan Football League.

## Desarrollo
El campeón fue Tokyo Gas, pero como no era miembro asociado de la J. League, no pudo ascender a Primera División. Por otra parte, salió subcampeón Kawasaki Frontale, quien fue el único que pudo participar de las Series de Promoción a la J. League Division 1 1999, pero perdió en primera ronda y tampoco subió a la máxima categoría.
Al final de la temporada, nueve equipos junto con Consadole Sapporo, descendido de la J. League, formaron la segunda división de la J. League. Otro siete clubes junto con Yokogawa Electric, ganador de la serie de promoción de las Ligas Regionales, y el recién creado Yokohama F.C. formaron la nueva Japan Football League.

## Tabla de posiciones
| Pos. | Equipo                       | Pts. | PJ | G  | GPr | GPe | P  | GF | GC | Dif. | Ascenso o clasificación                            |
| ---- | ---------------------------- | ---- | -- | -- | --- | --- | -- | -- | -- | ---- | -------------------------------------------------- |
| 1    | Tokyo Gas                    | 69   | 30 | 21 | 3   | 0   | 6  | 67 | 17 | +50  | Formaron la J. League Division 2                   |
| 2    | Kawasaki Frontale (Q)        | 68   | 30 | 22 | 1   | 0   | 7  | 72 | 24 | +48  | Series de Promoción a la J. League Division 1 1999 |
| 3    | Montedio Yamagata            | 64   | 30 | 20 | 2   | 0   | 8  | 69 | 38 | +31  | Formaron la J. League Division 2                   |
| 4    | Ventforet Kofu               | 59   | 30 | 16 | 5   | 1   | 8  | 74 | 40 | +34  | Formaron la J. League Division 2                   |
| 5    | Honda                        | 54   | 30 | 16 | 3   | 0   | 11 | 57 | 45 | +12  | Formaron la nueva Japan Football League            |
| 6    | Oita F.C.                    | 45   | 30 | 14 | 1   | 1   | 14 | 51 | 51 | 0    | Formaron la J. League Division 2                   |
| 7    | Brummell Sendai              | 43   | 30 | 10 | 5   | 3   | 12 | 55 | 53 | +2   | Formaron la J. League Division 2                   |
| 8    | Sagan Tosu                   | 39   | 30 | 11 | 3   | 0   | 16 | 40 | 55 | −15  | Formaron la J. League Division 2                   |
| 9    | Otsuka F.C. Vortis Tokushima | 38   | 30 | 11 | 2   | 1   | 16 | 58 | 48 | +10  | Formaron la nueva Japan Football League            |
| 10   | Denso                        | 38   | 30 | 11 | 2   | 1   | 16 | 48 | 59 | −11  | Formaron la nueva Japan Football League            |
| 11   | Albirex Niigata              | 34   | 30 | 10 | 2   | 0   | 18 | 39 | 47 | −8   | Formaron la J. League Division 2                   |
| 12   | Omiya Ardija                 | 31   | 30 | 9  | 2   | 0   | 19 | 51 | 56 | −5   | Formaron la J. League Division 2                   |
| 13   | Sony Sendai                  | 23   | 30 | 7  | 1   | 0   | 22 | 42 | 71 | −29  | Formaron la nueva Japan Football League            |
| 14   | Mito HollyHock               | 23   | 30 | 7  | 1   | 0   | 22 | 37 | 69 | −32  | Formaron la nueva Japan Football League            |
| 15   | Kokushikan University        | 21   | 30 | 5  | 3   | 0   | 22 | 42 | 76 | −34  | Formaron la nueva Japan Football League            |
| 16   | Jatco                        | 18   | 30 | 4  | 3   | 0   | 23 | 44 | 97 | −53  | Formaron la nueva Japan Football League            |

 Fuente: 1998 JFL Final Standings
Criterios de clasificación: 1) puntos; 2) diferencia de goles; 3) número de goles marcados; 4) resultados entre los equipos en cuestión.